# Unrar
Unrar는 RAR 파일 아카이브를 추출하기위한 두 가지 명령행 응용프로그램들의 이름이다.

## RARLAB UnRAR
이 무료 소프트웨어는 상용 WinRAR 소프트웨어를 만든 회사 인 RARlab이 만든 UnRAR의 Windows 명령 줄 버전이다. 이 소프트웨어는 경쟁사가 지원하지 않는 새로운 RAR v5.0 파일 아카이브를 추출할 수 있다.

## GNA UnRAR
이 무료 소프트웨어는 저자 유진 로셜(Eugene Roshal)의 허락을 받아 RARLAB의 UnRAR 구 버전을 기반으로하는 UnRAR의 리눅스 버전이다. GPL에 따라 라이센스가 부여된다. RAR3 형식을 지원하지 않는다.

## 같이 보기
- 압축 소프트웨어의 비교
- RAR